# كون رابيدز (مينيسوتا)
كون رابيدز (بالإنجليزية: Coon Rapids, Minnesota) هي مدينة تقع في ولاية مينيسوتا في الولايات المتحدة. تبلغ مساحة هذه المدينة 60.45 (كم²)، وترتفع عن سطح البحر 259 م، بلغ عدد سكانها 61476 نسمة في عام 2010 حسب إحصاء مكتب تعداد الولايات المتحدة.

## التركيبة السكانية
قام مكتب تعداد الولايات المتحدة بتحديد بيانات التركيبة السكانية لكون رابيدز في تعداد الولايات المتحدة. في ما يلي، التركيبة السكانية حسب تعدادي 2000 و2010.

### تعداد عام 2000
بلغ عدد سكان كون رابيدز 61,627 نسمة بحسب تعداد عام 2000، وبلغ عدد الأسر 22,578 أسرة وعدد العائلات 16,572 عائلة مقيمة في المدينة.
وتوزع التركيب العرقي للمدينة بنسبة 93.22% من البيض و 0.67% من الأمريكيين الأصليين و 1.60% من الأمريكيين ذوي الأصول الآسيوية و 0.01% من سكان جزر المحيط الهادئ و 2.18% من الأمريكيين الأفارقة و 1.73% من عرقين مختلطين أو أكثر.
بلغ عدد الأسر 22,578 أسرة كانت نسبة 39.1% منها لديها أطفال تحت سن الثامنة عشر تعيش معهم، وبلغت نسبة الأزواج القاطنين مع بعضهم البعض 57.3% من أصل المجموع الكلي للأسر، ونسبة 12.2% من الأسر كان لديها معيلات من الإناث دون وجود شريك، وكانت نسبة 26.6% من غير العائلات. تألفت نسبة 20.1% من أصل جميع الأسر من أفراد ونسبة 5.1% كانوا يعيش معهم شخص وحيد يبلغ من العمر 65 عاماً فما فوق. وبلغ متوسط حجم الأسرة المعيشية 3.15، أما متوسط حجم العائلات فبلغ 2.71.
بلغ العمر الوسطي للسكان 33 عاماً. وكانت نسبة 28.7% من القاطنين تحت سن الثامنة عشر، وكانت نسبة 8.9% بين الثامنة عشر والأربعة وعشرون عاماً، ونسبة 33.3% كانت واقعةً في الفئة العمرية ما بين الخامسة والعشرون حتى والأربعة وأربعون عاماً، ونسبة 21.7% كانت ما بين الخامسة والأربعون حتى الرابعة والستون، ونسبة 7.3% كانت ضمن فئة الخامسة والستون عاماً فما فوق. يوجد لكل 100 أنثى 94.8 ذكر، ويوجد لكل 100 أنثى في الثامنة عشر من عمرها فما فوق 91.5 ذكر.
بلغ متوسط دخل الأسرة في المدينة 55,550 دولار، أما متوسط دخل العائلة فبلغ 62,260 دولار. وكان متوسط دخل الذكور 41,195 دولار مقابل 30,277 دولار للإناث. وسجل دخل الفرد الخاص بالمدينة 22,915 دولار. وكانت نسبة 3.6% من العائلات ونسبة 4.8% من السكان تحت خط الفقر، وكان من هؤلاء نسبة 6.6% تحت سن الثامنة عشر ونسبة 6.1% في الخامسة والستين من العمر وما فوق.

### تعداد عام 2010
بلغ عدد سكان كون رابيدز 61,476 نسمة بحسب تعداد عام 2010، وبلغ عدد الأسر 23,532 أسرة وعدد العائلات 16,323 عائلة مقيمة في المدينة. في حين سجلت الكثافة السكانية 2,719.0 نسمة لكل ميل مربع (1,049.8/كم2). وبلغ عدد الوحدات السكنية 24,462 وحدة بمتوسط كثافة قدره 1,081.9 لكل ميل مربع (417.7/كم2).
وتوزع التركيب العرقي للمدينة بنسبة 0.7% من الأمريكيين الأصليين و 3.5% من الأمريكيين ذوي الأصول الآسيوية و 3.1% من عرقين مختلطين أو أكثر.
بلغ عدد الأسر 23,532 أسرة كانت نسبة 34.3% منها لديها أطفال تحت سن الثامنة عشر تعيش معهم، وبلغت نسبة الأزواج القاطنين مع بعضهم البعض 51.4% من أصل المجموع الكلي للأسر، ونسبة 13.0% من الأسر كان لديها معيلات من الإناث دون وجود شريك، بينما كانت نسبة 4.9% من الأسر لديها معيلون من الذكور دون وجود شريكة وكانت نسبة 30.6% من غير العائلات. تألفت نسبة 23.8% من أصل جميع الأسر من أفراد ونسبة 7.8% كانوا يعيش معهم شخص وحيد يبلغ من العمر 65 عاماً فما فوق. وبلغ متوسط حجم الأسرة المعيشية 3.08، أما متوسط حجم العائلات فبلغ 2.60.
بلغ العمر الوسطي للسكان 36.9 عاماً. وكانت نسبة 24.5% من القاطنين تحت سن الثامنة عشر، وكانت نسبة 8.9% بين الثامنة عشر والأربعة وعشرون عاماً، ونسبة 27.5% كانت واقعةً في الفئة العمرية ما بين الخامسة والعشرون حتى والأربعة وأربعون عاماً، ونسبة 27.8% كانت ما بين الخامسة والأربعون حتى الرابعة والستون، ونسبة 11.3% كانت ضمن فئة الخامسة والستون عاماً فما فوق. وتوزع التركيب الجنسي للسكان بنسبة 48.4% ذكور و51.6% إناث.

## وصلات خارجية
- www.ci.coon-rapids.mn.us نسخة محفوظة 12 مارس 2014 على موقع واي باك مشين.
- The US50 - Cities and Towns in Minnesota State